# Jan Gajzler
Jan Gajzler (ur. 4 maja 1891 w Suchedniowie; zm. 6 kwietnia 1940 tamże) – literat i poeta.
Urodził się w rodzinie urzędniczej jako najmłodsze dziecko Bronisława i Marianny z Bąbińskich. W latach 1904–1905 uczęszczał do Szkoły Handlowej Edwarda Rontalera w Warszawie, a następnie do kieleckiej Szkoły Handlowej, którą ukończył w roku 1910. Studia filologiczne i historyczne podjął na Uniwersytecie Jagiellońskim w latach 1911–1913. Przerwał je z przyczyn materialnych. 

## Twórczość
Lata największej aktywności poetyckiej przypadają na lata 1923–1935, gdy pełnił funkcję sekretarza nadleśnictwa w Zagórzu k. Kłobucka. Z tego okresu pochodzą jego wiersze Sonety Świętokrzyskie, wiersze o tematyce religijnej oraz opowieści gwarowe m.in.  O Świętym Buku co go ścion Tumek Łakumiec z Klonowa. 
Pierwsze wiersze poety zostały opublikowane w krakowskim czasopiśmie Płomienie w 1922 roku a następnie w Gazecie Kieleckiej w 1925 roku i w miesięczniku Radostowa. Utwory Gajzlera ukazywały się również w specjalistycznym czasopiśmie miesięczniku „Echa Leśne”.